# Maggie Rogers
Margaret Debay Rogers (Easton, 25 aprile 1994) è una cantautrice, musicista e produttrice discografica statunitense.
È diventata famosa dopo aver fatto ascoltare la sua canzone Alaska a Pharrell Williams durante una master class alla New York University. Alaska e Dog Years si sono collocate, rispettivamente ai numeri 65 e 173 nella Triple J Hottest 100 del 2016. Il suo album d'esordio si è piazzato nelle top 10 delle classifiche album di Stati Uniti, Canada e Australia.

## Biografia

### Formazione
Rogers è cresciuta lungo le sponde del fiume Miles a Easton, nel Maryland. Ha iniziato a suonare l'arpa all'età di sette anni, amando la musica di Gustav Holst e Antonio Vivaldi. Sua madre avrebbe voluto che interpretasse canzoni di artisti neo soul come Erykah Badu e Lauryn Hill. Quando era al liceo, Rogers aveva aggiunto al suo repertorio pianoforte, chitarra e di cantautrice. Per la scuola superiore ha frequentato il prestigioso collegio di St. Andrew nel Delaware, interessandosi al banjo e alla musica popolare. L'estate dopo ha frequentato un programma della Berklee College of Music, vincendo il concorso di cantautrice del programma, che le ha spinto a concentrarsi sulla scrittura.

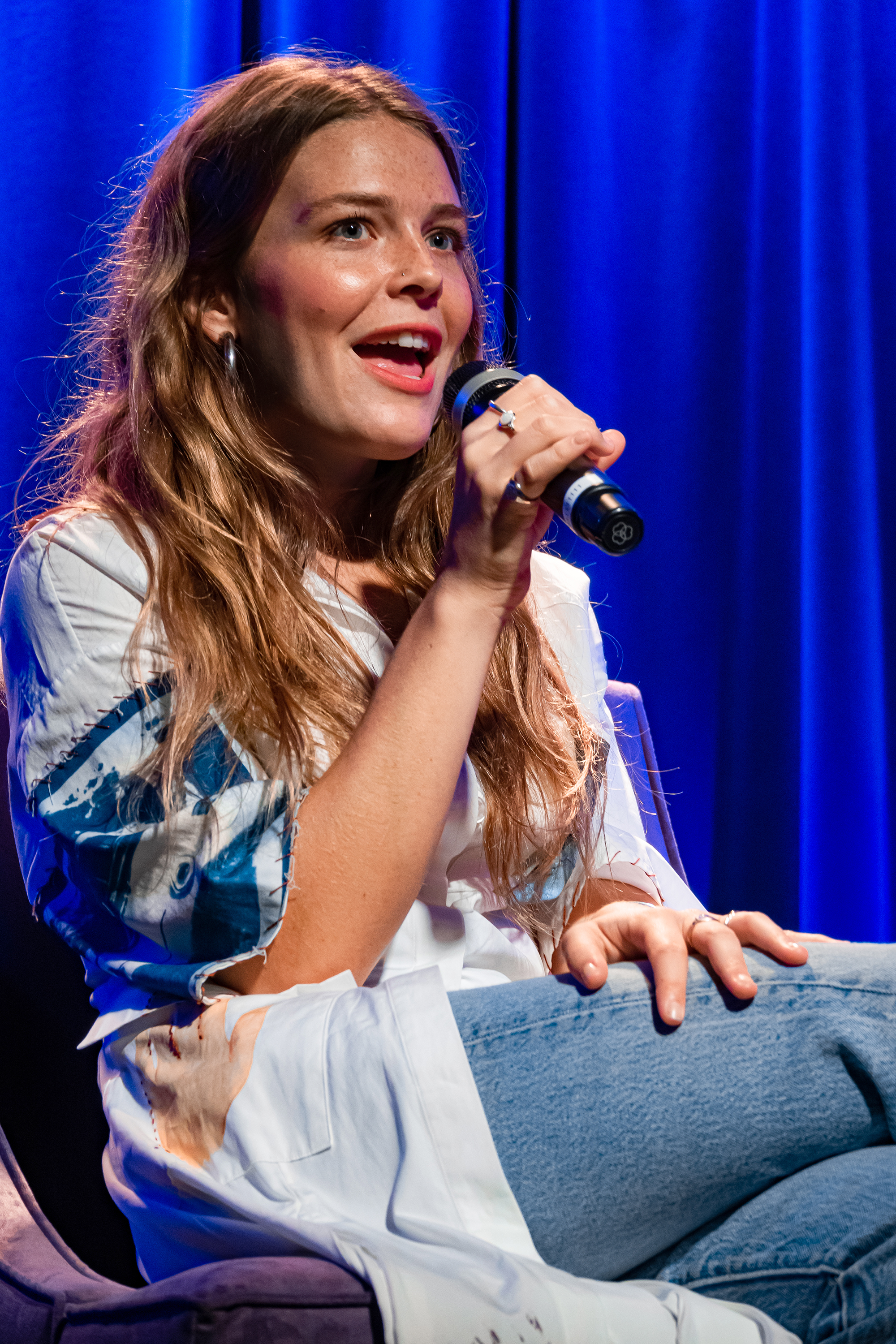
Maggie Rogers nel 2019

### The Echo,Blood Balleted il successo diAlaska(2012-2016)
Durante il suo ultimo anno, Rogers ha trasformato un armadio in uno studio improvvisato, dove ha registrato l'album indipendente, The Echo. Rogers ha incluso i suoi demo come parte della sua candidatura all'istituto di musica registrata Clive Davis della New York University. Iniziando il suo anno da matricola, Rogers è stata intervistata dalla giornalista musicale Lizzy Goodman per la quale ha trascritto e modificato centinaia di ore di interviste con importanti musicisti e giornalisti, che sono stati compilati nel libro del 2017 Meet Me in the Bathroom. Successivamente pubblica l'album folk, Blood Ballet, durante il suo secondo anno scolastico. Il blog folk EarToTheGround Music ha spiegato che l'album "... chiede agli ascoltatori di affrontare profonde emozioni personali".
Rogers ha avuto successo nel 2016 con Alaska, una canzone che ha scritto in quindici minuti ad un corso della National Outdoor Leadership School per una master class con Pharrell Williams. Un video di un visibilmente commosso Williams, mentre ascolta la canzone è diventato virale a giugno, con milioni di visualizzazioni e centinaia di migliaia di ascolti per i due album.

### Now That the Light Is Fadinge l'album di debuttoHeard It In a Past Life

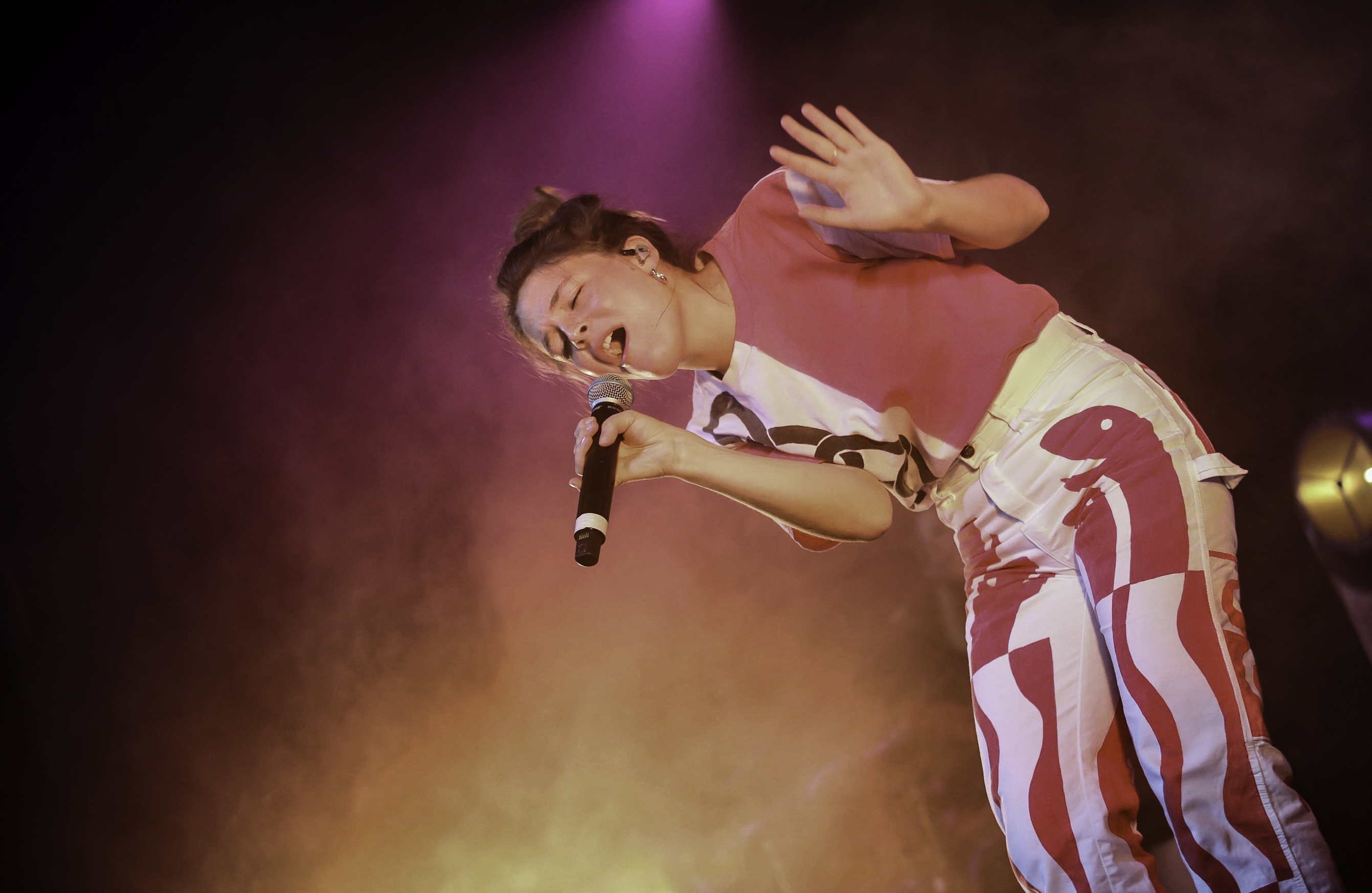
Maggie Rogers a Minneapolis

Rogers fa il suo debutto televisivo nel Tonight Show con Jimmy Fallon il 15 febbraio 2017. Il 17 febbraio 2017, esce l'EP Now That the Light Is Fading. Successivamente vengono pubblicati i singoli Fallingwater, Give a Little e Light On, che anticipano l'uscita dell'album di debutto della cantante. Il 3 novembre 2018 si esibisce al Saturday Night Live. Il 18 gennaio 2019, viene pubblicato l'album di debutto Heard It In a Past Life. L'album raggiunge la seconda posizione della Billboard 200 e le top 10 delle classifiche di Australia e Canada. Successivamente viene certificato oro in Canada.